# El Encinal, Jopala
El Encinal är en ort i Mexiko.   Den ligger i kommunen Jopala och delstaten Puebla, i den sydöstra delen av landet, 160 km nordost om huvudstaden Mexico City. El Encinal ligger 838 meter över havet och antalet invånare är 554.
Terrängen runt El Encinal är huvudsakligen kuperad, men åt nordväst är den bergig. Runt El Encinal är det ganska tätbefolkat, med 60 invånare per kvadratkilometer. Närmaste större samhälle är Xicotepec de Juárez, 13,2 km nordväst om El Encinal. Omgivningarna runt El Encinal är en mosaik av jordbruksmark och naturlig växtlighet.